# ГЕС Аліяр
ГЕС Аліяр – гідроелектростанція на півдні Індії у штаті Тамілнад. Використовує ресурс із річки Аліяр, лівого витоку Каннадіпужі, яка в свою чергу є лівим витоком Бхаратапужі (друга за довжиною річка штату Керала, яка дренує західний схил Західних Гатів та впадає у Лакка́дівське море на північ від Кочі).
У своїй роботи станція використовує водосховище Верхньої Аліярської греблі. Остання є традиційною для Індії гравітаційною мурованою спорудою висотою 81 метр та довжиною 316 метрів, яка потребувала 283 тис м3 матеріалу. Вона утримує водойму з об’ємом 26,6 млн м3 та корисним об’ємом 25,8 млн м3. 
Від сховища вода спершу прямує через правобережний гірський масив по тунелю довжиною 1,4 км, який переходить у напірний водовід довжиною 0,8 км зі спадаючим діаметром від 2,1 до 1,8 метра. Наземний машинний зал обладнали однією турбіною типу Пелтон потужністю 60 МВт, яка при напорі від 406 до 445 метрів (номінальний напір 418 метрів) забезпечує виробництво 175 млн кВт-год електроенергії на рік.
Відпрацьована вода по каналу довжиною 0,8 км відводиться назад до річки незадовго до сховища Аліярської греблі.
Можливо відзначити, що утворена Верхньою Аліярською греблею водойма використовується ГАЕС Кадампарай як нижній резервуар.